# 후쿠시마현 하마도리 지진
후쿠시마현 하마도리 지진(일본어: 福島県浜通り地震)은 2011년 4월 11일 17시 16분에 일본 후쿠시마현 하마도리에서 일어난 규모 M7.0의 지진이다. 모멘트 규모는 USGS에서는 Mw6.6이라 측정하였고 일본 기상청에서는 Mw6.7이라 측정하였다. 후쿠시마현 및 이바라키현 남부에서 최대진도 6약을 관측하였다. 이번 지진으로 4명이 사망하고 10명이 부상을 입는 피해가 나왔다.

## 진도
진도 5약 이상을 관측한 곳은 다음과 같다.
| 진도 | 도도부현   | 시구정촌 |
| ---- | ---------- | --- |
| 6약  | 후쿠시마현 | 나카지마촌 후루도노정 이와키시 |
| 6약  | 이바라키현 | 호코타시 |
| 5강  | 후쿠시마현 | 시라카와시 가가미이시정 덴에이촌 다나구라정 히라타촌 아사카와정 |
| 5강  | 이바라키현 | 히타치시 다카하기시 기타이바라키시 오미타마시 지쿠세이시 가스미가우라시 |
| 5강  | 도치기현   | 나스정 |
| 5약  | 미야기현   | 와쿠야정 이와누마시 자오정 |
| 5약  | 야마가타현 | 가미노야마시 야마노베정 나카야마정 시라타카정 |
| 5약  | 후쿠시마현 | 고리야마시 스카가와시 니혼마쓰시 니시고촌 이즈미자키촌 야부키정 야마쓰리정 사메가와촌 이시카와정 다마카와촌 오노정 다무라시 다테시 모토미야시 나라하정 후타바정 니시아이즈정 이나와시로정 유가와촌 야나이즈정 아이즈미사토정 |
| 5약  | 이바라키현 | 미토시 히타치나카시 이바라키정 다이고정 히타치오미야시 나카시 시로사토정 쓰치우라시 이시오카시 쓰쿠바시 아미정 반도시 이나시키시 나메가타시 쓰쿠바미라이시                                                                   |
| 5약  | 도치기현   | 오타와라시 우쓰노미야시 하가정 시모쓰케시 |
| 5약  | 사이타마현 | 가스카베시 |
| 5약  | 니가타현   | 아가노시 |

북쪽으로는 홋카이도 노쓰케군 베쓰카이정까지, 서쪽으로는 돗토리현 사카이미나토시까지 진도1 이상을 관측하는 등 홋카이도에서 주부 지방에 걸친 지역에서 진도1 이상의 진동을 감지하였다. 또한 일본 방재과학기술연구소가 설치한 지진계에서는 이바라키시에서 진도 6약(계측진도 5.8)의 진동을 감지하였으며 일본 기상청의 추정진도분포도에선 이와키시 일부 지역에서 진도 6강에서 진도7에 해당하는 진동이 있었던 것으로 추정하고 있다.

## 피해
지진으로 큰 건축물 피해는 없었으나, 지진 단층 바로 위에 있는 건물은 최대변위 80cm 가량의 급격한 경사가 생겨 산사태가 일어나는 등 4명이 사망하고 10명이 부상을 입었다. 다음 날 후쿠시마현 나카도리에서 일어난 지진으로 부상자 1명이 추가로 일어났다.
후쿠시마 제1 원자력 발전소는 1호기~3호기의 외부 전원이 끊겨 일시적으로 급수가 중단되었으나 50분 후 급수가 재개되었다.

## 같이 보기
- 후쿠시마현 나카도리 지진